# タロット日美子シリーズ
『タロット日美子シリーズ』（タロットひみこシリーズ）は、斎藤栄の小説。また同小説を原作としたテレビドラマのシリーズ。

## テレビドラマ

### テレビ朝日版
『アルプス秘湯推理旅行』（アルプスひとうすいりりょこう）は、1990年にテレビ朝日系「土曜ワイド劇場」で放送されたテレビドラマ。主演は田中好子。視聴率は21.7%。
サブタイトルは「タロット占いの死に神カードが… 信州扉温泉復讐ツアー」。

#### キャスト（テレビ朝日版）
- 二階堂日美子（タロット占いが趣味の女性） - 田中好子
- 北村夢子（日美子の同級生・旅行会社勤務） - 池田裕子
- 瀬川徹（相原の友人・サラリーマン） - 三ツ木清隆
- 相原（カメラマン） - 藤井洋八
- 吉池麻土香（離婚したばかりの女性） - 斉藤林子
- 小谷千春（OL） - 川田陽子
- 占いコーナーの経営者 - 小島三児
- 板倉佳代子（夫が海外赴任中の女性） - 沢井桂子
- 大須亜樹子（ハイミスのキャリアウーマン） - 竹井みどり
- 鈴代友子（一人暮らしの女性） - 桜むつ子
- 二階堂さとる（日美子の夫・鎌倉署警部） - 名高達郎
- 丸林昭夫、菊地太、熊谷俊哉、加藤茂雄、川名美也子、山内佐江子、伊東あつ子、馬場修、河合隆司、幸田直子、二瓶正也、江角英明

#### スタッフ（テレビ朝日版）
- 原作 - 斎藤栄『アルプス秘湯推理旅行』
- 脚本 - 篠崎好
- 監督 - 日高武治
- 音楽 - 丸谷晴彦
- プロデューサー - 渡辺毅、大井素宏
- 制作 - テレビ朝日、東宝

### TBS版
『タロット日美子の推理 伯備線秘図連続殺人』（タロットひみこのすいり はくびせんひずれんぞくさつじん）は、1995年にTBS系「月曜ドラマスペシャル」で放送されたテレビドラマ。主演は沢口靖子。視聴率は12.5%。
サブタイトルは「死体に残された謎のメッセージに警部の美人妻が挑む!」。

#### キャスト（TBS版）
- 二階堂日美子（タロット占いが得意な主婦） - 沢口靖子
- 二階堂さとる（日美子の夫・神奈川県警警部） - 渡辺いっけい
- 梶元祐子（日美子の友人） - 生田智子
- 丹波由里（誠一の妹） - 岡まゆみ
- 岡山県警刑事 - 上田真士、大林丈史
- 住職 - 宮野琢磨
- 丹波の生家の近所の住人 - 小池榮
- 丹波誠一（静の愛人） - 加納健次
- 笠置の部下 - 菊池均也
- 榊原友美（日美子の友人） - 中上ちか
- バーのママ - 小野沢智子
- 笠置タモツ（専務） - 内田勝正
- 祐子の母 - 岩倉高子
- バーのホステス - 棟里佳
- 健作（友美の弟） - 佐藤竜
- 香月進介（友美の婚約者） - 篠塚勝
- 榊原静（友美の叔母） - 佳那晃子
- 上田亜矢、中川真弓、中野壽年、神末聖、山田杏実、寺田玲

#### スタッフ（TBS版）
- 原作 - 斎藤栄『伯備線秘図推理旅行』
- 脚本 - 峯尾基三
- 監督 - 辻理
- プロデューサー - 和泉清二
- 制作 - TBS、B.A.P